# رامون یورنز
رامون یورنز (اسپانیایی: Ramón Llorens‎; ۱ نوامبر ۱۹۰۶ – ۴ فوریهٔ ۱۹۸۵) بازیکن فوتبال و مربی حرفه‌ای اهل اسپانیا بود. 

## زندگی حرفه‌ای
یورنز در بارسلونا به دنیا آمد و بین سال‌های ۱۹۲۶ تا ۱۹۳۸ به عنوان دروازه‌بان برای بارسلونا بازی کرد و ۸۶ بازی در تیم اصلی در تمامی رقابت‌ها انجام داد. او با قد ۱٫۶۴ متر، کوتاه قدترین دروازه‌بان تاریخ باشگاه است. او بعداً برای باشگاه به عنوان مربی کار کرد و ۵۳ سال را در باشگاه گذراند. او همچنین در سال ۱۹۵۰ این باشگاه را مدیریت کرد.